# 海風型駆逐艦
海風型駆逐艦（うみかぜかたくちくかん）は、日本海軍の一等駆逐艦。

## 概要
イギリス海軍のトライバル級駆逐艦を参考にして建造された初の1,000トン級駆逐艦。蒸気タービンを搭載した初の日本海軍駆逐艦であり、33ノットの高速を発揮したが2隻が建造されたに留まった。

## 計画
日露戦争開戦直後の1904年(明治37年)3月に臨時軍事費特別会計法が公布され、同年4月7日に船体、機関の消耗の激しい駆逐艦の製造費8,000,000円が勅裁されたが、この予算で駆逐艦は建造されなかった。この臨時軍事費は1907年(明治40年)3月31日までで、残額は一般会計へ移って「艦艇補足費(款)」が設定され、この予算により「山風」が建造された。
一方日露戦争終結後の1906年(明治39年)9月28日に海軍大臣より今後の軍備計画として「海軍整備ノ議」が提出され、その中に排水量約900トンの大型駆逐艦6隻の計画が含まれていた。この予算として明治40年度から明治47年度支出の「補充艦艇費(款)」が新たに設定され、「海風」はこの予算で建造された。
起工は海風が1909年（明治42年）、山風がその翌年となった。1910年(明治43年)5月13日に新たな軍備計画として「海軍軍備充実ノ議」が提出され、明治44年(1911年)度以降は、これまでの予算(艦艇補足費、補充艦艇費など)を含めて「軍備補充費(款)、軍艦製造費(項)」に纏められ、計画が整理された。2隻はそのまま建造が続行され、同年9月に海風が、翌10月に山風がそれぞれ竣工した。なお製造番号は海風が「伊号大駆逐艦」、山風が「甲号大駆逐艦」とされていた。

## 艦型
基本計画番号F9。海風型は当時の日本海軍駆逐艦が排水量380トン前後だったところを一挙に排水量1,000トン超の駆逐艦として誕生した。実験的な試みの多くある艦で、缶(ボイラー)はイ号艦本式缶8基を搭載した。最前部(1番)と最後部(8番)が重油専焼缶で1基を1室に収め、中央の2番から7番は混焼缶2基ずつを1組として1室に収め、焚き口を向かい合わせに設置した。当初は8基全て重油専焼とする計画だったが、日本での産出量が少ない事や将来の価格高騰を懸念して、6基を重油石炭混焼缶に改めた。
また日本海軍駆逐艦で初めて主機にタービンを搭載した。タービンは三菱を通じて英パーソンズ社から輸入し、中央軸が高圧タービン、左右軸がより大型の低圧タービンを直結式とした3軸艦だった。また高圧巡航タービンと中圧巡航タービンを各1基装備し、高圧巡航タービンは左舷軸に、中圧のそれは右舷軸に直結された。なお将来を見越して2隻の製造予算の予備費を回してパーソンズ式タービンの製造権を購入している。出力は計画では20,500馬力の予定のところを山風は28,921馬力となり、速力34.61ノット（計画33ノット）を出している。
兵装は4.7インチ(正12cm)砲2門、3インチ(7.62cm)砲5門を搭載した。(日本海軍では3インチ砲をのちに8cm砲と表記しているので以下ではそれぞれを12cm砲、8cm砲と記述する)。当初は4インチ(約10.2cm)砲搭載の計画だったが、途中で12cm砲搭載に改められ、12cm砲はその後長く日本海軍駆逐艦の標準砲になった。また海風は竣工前、後部マストの後方に12cm砲が、前方に8cm砲が搭載されていた。竣工前の「海風」での試験では高速運転時の船体の振動が激しく、12cm砲の照準が不可能だった。そのため後部12cm砲は5番8cm砲の旧位置(140番フレーム)の1フレーム後方に、5番8cm砲は12cm砲の旧位置(160番フレーム)へ移動された。
時期については、「山風」は砲、発射管などを搭載せずに竣工し佐世保海軍工廠で搭載する予定だったので、その佐世保で竣工直後に、「海風」は竣工から約1年後に役務に差し支えない時期に、と訓令が出ている。ただし、後部マスト後方に12cm砲を搭載する(変更前の)写真は見つかっていない。
また日本で初めて連装魚雷発射管(口径18インチ=45.7cm)を搭載した。連装発射管の開発が間に合わず竣工時には単装を搭載し竣工直後に連装に交換された、と言われている。
竣工後の艦型変化として、1番煙突の高さを増し、また前部マストに新たに見張り所を設けている。また1919年(大正8年)頃、5番(最後部)8cm砲を撤去して艦尾旗竿を傾斜した形状に改め、一号機雷敷設軌条や投下施設等を設置した。

## 運用・その他
日露戦争後に国民の誰もが知る日本海軍の代表艦として「海風」「山風」があったという。
第一次世界大戦では第一南遣支隊所属で南洋群島方面攻略に参加した他、1916年(大正5年)に中国方面への警備活動に従事している。またシベリア出兵では沿海州沿岸警備に従事した。
1930年（昭和5年）に掃海艇へ転籍し、魚雷発射管の全て、艦後部に搭載の12cm砲1門、8cm砲1門(1919年頃撤去済みとも)を撤去し後甲板を掃海作業甲板とした。2隻とも1936年（昭和11年）に除籍された。

## 同型艦

### 海風（うみかぜ）
1907年(明治40年)12月20日 - 製造訓令。仮称艦名、伊号大駆逐艦。
1909年(明治42年)2月2日 - 命名。同年11月23日舞鶴海軍工廠で起工。
1910年(明治43年)10月10日 - 進水。本艦進水式には皇太子（のち大正天皇）が臨席した。同日附で駆逐艦に類別。
1911年(明治44年)9月28日 - 竣工。
1912年(大正元年)8月28日 - 駆逐艦に等級が附与され、本艦の等級は一等とされる。
第一次世界大戦では第一南遣支隊所属で南洋群島攻略に参加。
1918年(大正7年)のシベリア出兵では沿海州沿岸警備に従事。
1926年(大正15年)11月29日 - 艦艇類別等級表に「艦型」(艦級、クラスに相当)が定められ、本艦の艦型は海風型とされる。
1926年12月1日から1928年(昭和3年)12月10日まで鎮海要港部所属、この間主に朝鮮半島で活動する。
1930年(昭和5年)6月1日 - 駆逐艦籍を除かれ掃海艇に類別変更、「第七掃海艇」(2代)に改称。
1936年(昭和11年)4月1日 - 除籍。

### 山風（やまかぜ）
1909年8月28日 - 三菱合資会社と製造契約、仮称艦名、甲号大駆逐艦。同年11月15日命名。
1910年6月1日 - 三菱長崎造船所で起工。
1911年1月21日 - 進水。
同年10月21日 - 竣工、同日駆逐艦に類別される。
1912年8月28日 - 駆逐艦に等級が附与され、本艦の等級は一等とされる。
第一次世界大戦では第一南遣支隊所属で南洋群島方面攻略に参加。
1918年のシベリア出兵では沿海州沿岸警備に従事。
1926年11月29日 - 艦艇類別等級表に「艦型」が定められ、本艦の艦型は海風型とされる。
1926年12月1日から1928年12月10日まで鎮海要港部所属、この間主に朝鮮半島で活動する。
1930年6月1日 - 駆逐艦籍を除かれ掃海艇に類別変更、「第八掃海艇」(2代)と改称。
1936年4月1日 - 除籍。

## 駆逐隊・掃海隊の変遷
海風型は除籍までのほとんどの期間を駆逐隊・掃海隊で過ごしている。ただし、同型艦2隻であるため、4隻が定員の一個駆逐隊を編成するために、頻繁に他形式の駆逐艦と混成されている。

### 第十六駆逐隊→第二駆逐隊→第三十二駆逐隊→第十七駆逐隊→第六掃海隊
横須賀鎮守府籍の海風・山風で編成。大正7年4月1日より、横鎮の駆逐隊は第一〜第十の番号に揃えられたため、神風型駆逐艦からなる先代の第二駆逐隊が第五駆逐隊にスライドし、二代目の第二駆逐隊となる。大正7年4月30日をもって海風型は駆逐隊から離脱したが、わずか3ヶ月で第二駆逐隊へ復帰。後任の楢型駆逐艦楢・榎と合流して二等級二種の混成駆逐隊となる。大正7年11月に舞鶴鎮守府へ転出し、第三十二駆逐隊となった。大正11年12月1日に呉鎮守府へ転出し、桜型駆逐艦、樺型駆逐艦からなる先代の第十七駆逐隊が大正7年4月1日に第二十一駆逐隊にスライドして以来、二代目の第十七駆逐隊となる。昭和5年6月1日に駆逐艦より掃海艇に転じたため、4隻ともそろって第六掃海隊に転じた。所属部隊と所属駆逐艦の変遷は以下のとおり。各艦の艦歴は各艦の項目を参照。
1912年（明治45年）6月25日:海風・山風で編成。横須賀鎮守府横須賀水雷団。
1912年（大正元年）8月15日:第一艦隊。
1912年（大正元年）12月1日:横須賀鎮守府横須賀水雷団。
1913年（大正2年）3月24日:横須賀防備隊。
1913年（大正2年）8月10日:第一艦隊。
1913年（大正2年）11月15日:横須賀鎮守府横須賀防備隊。
1914年（大正3年）8月10日:第一艦隊第一水雷戦隊。
1914年（大正3年）9月14日:巡洋戦艦鞍馬らと第一南遣枝隊を編成。南洋諸島で行動。
1915年（大正4年）2月1日:第一艦隊。
1915年（大正4年）2月5日:第一水雷戦隊。
1915年（大正4年）3月5日:沼津御用邸沖合に到着（第16駆逐隊司令桑島省三、山風艦長角田貫三、海風艦長小泉親治）。
1915年（大正4年）大正4年3月6日:裕仁親王（昭和天皇、当時14歳）は山風を御召艦（供奉艦海風）として三保の松原に向かう（同日、御用邸帰還）。
1915年（大正4年）3月7日:裕仁親王は山風に乗艦して駿河湾を遊覧、自ら魚雷発射を試みる。
1915年（大正4年）12月1日:横須賀防備隊より浦風を編入。
1915年（大正4年）12月13日:第二艦隊第二水雷戦隊。
1917年（大正6年）4月1日:浦風、横須賀防備隊に転出。横須賀鎮守府横須賀防備隊。
1917年（大正6年）12月1日:横須賀鎮守府予備艦。
1918年（大正7年）4月1日:駆逐隊番号を変更、第二駆逐隊に改称。
1918年（大正7年）4月30日:海風、山風は駆逐隊より離脱。同日、竣工した楢、榎が編入。
1918年（大正7年）8月1日:海風、山風を再度編入。
1918年（大正7年）11月2日:舞鶴鎮守府に転出、第三十二駆逐隊に改称。第一艦隊第一水雷戦隊。
1920年（大正9年）3月24日:九州地方行啓のため皇太子（昭和天皇、当時19歳）は神戸港より戦艦香取に乗艦、第三十二駆逐隊は供奉艦（鹿島、海風、山風、榎、楢）として同行する。
1920年（大正9年）11月5日:舞鶴鎮守府部隊。
1922年（大正11年）12月1日:呉鎮守府に転出。第十七駆逐隊に改称。呉鎮守府予備艦。
1923年（大正12年）12月1日:舞鶴要港部部隊。
1925年（大正14年）12月1日:呉鎮守府予備艦。
1926年（大正15年）12月1日:鎮海要港部部隊。
1927年（昭和2年）12月1日:舞鶴要港部に派遣。
1928年（昭和3年）8月1日:鎮海要港部に派遣。
1928年（昭和3年）12月10日:呉鎮守府予備艦。
1930年（昭和5年）6月1日:全艦、掃海艇に類別変更。第十七駆逐隊を解隊し、第七号（旧海風）・第八号（旧山風）・第九号（旧楢）・第十号（旧榎）で第六掃海隊を編成。呉鎮守府呉防備隊所属。
1936年（昭和11年）4月1日:第六掃海隊解隊。第七号・第八号は除籍、第九号・第十号は雑役船に編入。